# Daniel Aguilera Camacho
Daniel Aguilera Camacho (Baena, 1877-Córdoba, 1955) fue un periodista y escritor español. Director y propietario de varias publicaciones a lo largo de su vida, sería autor de varias obras. Se convirtió en el principal representante del periodismo católico en Córdoba en la primera mitad del siglo XX.
Llegó a escribir bajo el pseudónimo de «Morsamor».

## Biografía
Nacido en Baena en 1877, desde fecha temprana se dedicó profesionalmente al periodismo. 
Trabajó como redactor de periódicos como El Español y El Heraldo de Baena. En 1901 sería nombrado director de la revista Vida y Arte. En 1902 adquirió el periódico conservador El Defensor de Córdoba, convirtiéndose en propietario-director del mismo. Bajo su dirección El Defensor de Córdoba adoptaría posiciones cercanas al integrismo católico y al tradicionalismo. Daniel Aguilera también dirigió el periódico El Cruzado de la Prensa y la Revista Mariana, publicación de proselitismo católico que se publicaba con carácter mensual. Continuaría al frente de El Defensor de Córdoba hasta su desaparición en 1938, en plena Guerra civil.
Además de la profesión periodística, también se dedicó a las letras y publicó varios libros. Fue autor de obras como lmpresiones de un peregrino de la peregrinación de Osio en el Año Santo (1925), La Prensa cordobesa del siglo XX (1947), o El drama de San Pelagio. Poema de la monja sajona Roswitha (1949).
Llegó a ser miembro de la Real Academia de Ciencias, Bellas Letras y Nobles Artes de Córdoba. Falleció en Córdoba el 19 de abril de 1955.